# Brzeziny Śląskie
Brzeziny Śląskie (pierw. Brzezina, niem. Birkenhain) – dzielnica Piekar Śląskich położona w południowej części miasta. W latach 1951–1975 odrębne miasto.

## Historia
Około 1750 roku na terenie Brzezin istniała tylko leśniczówka, a dopiero w I połowie XIX wieku osiedliło się tu kilku chłopów. Około 1820 roku znajdowało się 13 zabudowań, tworzących kolonię Brzezina, należącą do wsi Kamień. Rozwój Brzeziny (późniejszych Brzezin) wiąże się z rozpoczęciem ok. połowy XIX wieku w tej okolicy wydobycia rud ołowiu i cynku. W 1855 roku powstała tu kopalnia rud „Samuelsglück” (pol. „Szczęście Samuela”), w której wkrótce większość udziałów wykupiła firma Georg von Giesches Erben (spadkobiercy Georga von Giesche), a w 1858 roku kopalnia rud ołowiu i cynku „Bleischarley” (co znaczyło po polsku 'ołowiany Szarlej') hrabiego Gwidona Henckla von Donnersmarck, również do 1868 roku przejęta przez spadkobierców Gieschego (od 1922 roku kopalnia nazywała się „Biały Szarlej”, a od 1934 roku „Orzeł Biały” razem z hutą, zbudowaną w 1928 roku). Koło obu kopalń powstała druga kolonia Górka (Biały Szarlej). Wraz z rozwojem kopalń rud kolonie Brzezina i Górka rozwijały się, przybywali nowi mieszkańcy. W 1878 roku wybudowano pierwszą, 2-klasową szkołę przy obecnej ul. Roździeńskiego (na wschód od późniejszego ratusza, później przebudowana na dom mieszkalny). Pod koniec XIX wieku w Brzezinach dominowała zabudowa murowana, wszystkie domy budowano z cegieł, co nadawało miejscowości wygląd miasta. Mieszkańcami byli w większości ludzie napływowi, którzy przyjeżdżali tu po to, aby pracować w kopalni. Rozporządzeniem z 29 marca 1882 roku utworzono nową, niesamodzielną gminę o niemieckiej nazwie Birkenhain (z niem. Birke – brzoza, Hain – gaj), po polsku nazywaną nadal Brzeziną. Liczyła ona 1050 mieszkańców, a jej pierwszym sołtysem został Kazimierz Szwedt. Przez 15 lat gmina podlegała administracyjnie Kamieniowi. W 1892 roku przy głównej ulicy (ob. ul. bpa Bednorza) wybudowano drugą, 4-klasową szkołę, rozbudowaną w 1910 roku o większe skrzydło z 12 klasami (dawna SP nr 1, obecna Miejska Szkoła Podstawowa nr 14). Pełną samodzielność i odrębność administracyjną gmina Birkenhain (pol. Brzeziny) uzyskała w 1897 roku. W końcu XIX wieku przy szosie z Bytomia do Czeladzi powstały dwie duże cegielnie, połączone koło I wojny światowej w przedsiębiorstwo „Birkenhainer Ziegelwerke” (w tłum. pol. 'brzezińskie cegielnie'), które przyczyniły się do rozbudowy Jutrzyny, leżącej przy szosie bytomskiej.
Brzeziny po podziale Górnego Śląska w czerwcu 1922 roku znalazły się w powiecie świętochłowickim. W kwietniu 1926 roku uzyskały status gminy o charakterze miejskim, a w 1928 roku przy kopalni „Orzeł Biały” wybudowano hutę ołowiu i cynku, zwaną Hutą Dworzańczyka (późniejsza huta „Orzeł Biały”). Z dniem 1 czerwca 1931 roku zmieniono nazwę gminy Brzeziny na Brzeziny Śląskie, która w wyniku likwidacji powiatu świętochłowickiego została 1 kwietnia 1939 roku przyłączona do powiatu tarnogórskiego (pozostając w nim do 1975 roku). Po wojnie, w latach 1945–1951 miejscowość była siedzibą wiejskiej gminy zbiorowej Brzeziny Śląskie. Z dniem 8 sierpnia 1951 roku Brzeziny Śląskie otrzymały status miasta. W 1973 roku do miasta Brzeziny Śląskie włączono Dąbrówkę Wielką oraz miasto Brzozowice-Kamień. W 1975 roku Brzeziny Śląskie utraciły samodzielność, stając się 27 maja częścią Piekar Śląskich.

### Kolonie Brzezin Śląskich
- Górka (urzędowo: Biały Szarlej, niem. Bleischarley) – kolonia powstała w XIX wieku na przygranicznych gruntach Rozbarku, Kamienia i Dąbrówki Wielkiej, przy kopalniach rud „Biały Szarlej” (niem. „Bleischarley”) i „Szczęście Samuela” (niem.„Samuelsglück”), położona na zachód od Brzezin, przy zachodnim odcinku ul. Roździeńskiego oraz ul. Korczaka i Przemysłowej, rozbudowana po II wojnie światowej;
- Jutrzyny (też: Stare Osiedle) – zespół osadniczy w południowej części Brzezin Śląskich, przy ul. Harcerskiej:

1. Bykowina – nieistniejąca kolonia kopalni rud „Szczęście Samuela” powstała w XIX wieku przy skrzyżowaniu ul. Przemysłowej z ul. Harcerską. Obok kolonii, po wschodniej stronie ul. Kotuchy znajdował się stary, pruski dom celny (wyburzony po II wojnie światowej). W latach 20. XX w. wybudowano naprzeciwko kolonii polski dom celny, który stoi do dziś (ul. Harcerska 2). Kolonia znajdowała się na gruntach Dąbrówki Wielkiej i Rozbarku. Na miejscu kolonii, wyburzonej w latach 80. XX wieku, powstały ogródki działkowe;
2. Jutrzyna – kolonia powstała na początku XX wieku dla pracowników kopalni rud „Szczęście Samuela” i pobliskich cegielni, położona po obu stronach wschodniej części ul. Harcerskiej (między dawną wąskotorówką a ul. Bednorza). Leży na gruntach należących dawniej do Dąbrówki Wielkiej;
3. Orgieszka – osiedle mieszkaniowe ze Miejską Szkołą Podstawową nr 15, budowane od końca lat 40. XX w. na południe od ul. Harcerskiej, przy ul. Kotuchy i Kosynierów. Leży na dawnych gruntach Maciejkowic.

„Starym” osiedlem są Jutrzyny (Bykowina, Jutrzyna i Orgieszka), a „nowym” jest Górka.

## Zabytki

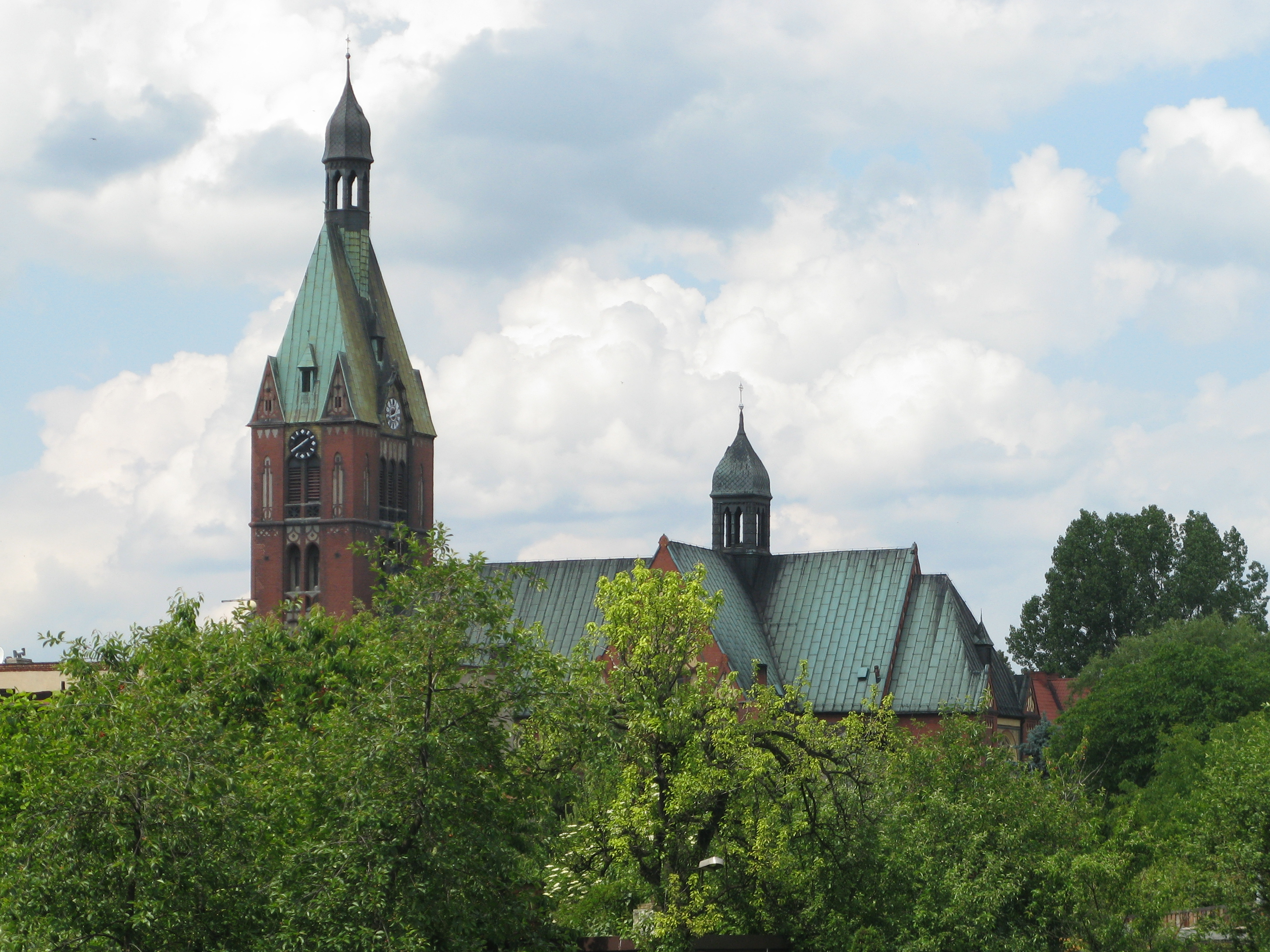
Kościół Najświętszego Serca Pana Jezusa w 2018 roku

- kościół Najświętszego Serca Pana Jezusa – kościół parafialny w centrum Brzezin (przy ul. bpa Bednorza), wzniesiony w latach 1913–1915 według projektu Ludwika Schneidera, stylowo mieszany z przewagą elementów neogotyckich i neoromańskich (w rejestrze zabytków woj. śląskiego, nr rej. A/1685/98 z dnia 20.11.1998 r.);
- probostwo Parafii NSPJ przy ul. Górniczej 30 (w gminnej ewidencji zabytków);
- ratusz miasta Brzeziny Śląskie – dawny budynek władz gminnych przy ul. Roździeńskiego 38, wzniesiony w 1913 roku. Po włączeniu Brzezin Śl. do Piekar Śl. był siedzibą komisariatu Milicji Obywatelskiej a potem Policji. Niedawno gruntownie wyremontowany przez Miejskie Przedsiębiorstwo Wodociągów i Kanalizacji, mające w nim swoją siedzibę (w gminnej ewidencji zabytków);
- kamienica mieszkalna z około 1906 roku przy ul. H. Bednorza 10 (nr rej. A/1300/23 z 27 listopada 2023)[11];
- Ochotnicza Straż Pożarna z ok. 1910 roku, przy ul. Roździeńskiego 36 (w gminnej ewidencji zabytków);
- Zakład Świętego Antoniego z 1929 roku, przy ul. Trautmana 4 (Brzeziny), obecnie Dzienny Dom Pomocy Społecznej (w gminnej ewidencji zabytków);
- Miejska Szkoła Podstawowa nr 14 z 1892 i 1910 roku, przy ul. bpa Bednorza 29–31 (Brzeziny; w gminnej ewidencji zabytków);
- zabudowania przemysłowe kopalni rud „Orzeł Biały” z końca XIX wieku, przy ul. Kotuchy;
- zespół budynków stacji kolejowej Brzeziny Śląskie z początku XX wieku, przy ul. Kolejowej (dworzec został wyburzony).

Do gminnej ewidencji zabytków wpisanych jest też kilkanaście kamienic i innych budynków mieszkalnych, głównie przy ul. bpa Bednorza i Roździeńskiego.

## Oświata
W dzielnicy istnieją 2 przedszkola i 2 szkoły podstawowe:
Przedszkola
- Miejskie Przedszkole nr 12
- Miejskie Przedszkole nr 13

Szkoły podstawowe
- Miejska Szkoła Podstawowa nr 14
- Miejska Szkoła Podstawowa nr 15 im. Powstańców Śląskich

Szkoły średnie
- w latach 1945–2011 w Brzezinach Śląskich (przy ul. Roździeńskiego 1; na Górce) funkcjonował Zespół Szkół nr 2 im. Janusza Korczaka. Szkoła (początkowo jako zawodowa) rozpoczęła działalność 5 września 1945 roku, w roku szkolnym 1969/1970 przeniosła się do nowego gmachu (wybudowanego obok starej szkoły), w którym otwarto technikum (pierwsza matura odbyła się w 1975 roku), a później liceum ogólnokształcące. Szkołę zlikwidowano 31 sierpnia 2011 roku[13]. Szkoła zawodowa mieściła się w nieistniejącym już budynku dawnej, 4-klasowej Szkoły Podstawowej nr 2, wybudowanej w 1900 roku[3].

## Piekarski Park Przemysłowy – EkoPark
29 czerwca 2006 roku na mocy porozumienia miasta Piekary Śląskie, Spółki Orzeł Biały SA, Zakładu Gospodarki Komunalnej w Piekarach Śląskich oraz Górnośląskiej Agencji Przekształceń Przedsiębiorstw w Katowicach utworzono Piekarski Park Przemysłowy. Powstaje on w celu utworzenia dodatkowych miejsc pracy oraz umożliwienia wykonania działalności gospodarczej na preferencyjnych warunkach, a także w celu dokonywania przepływu wiedzy i technologii pomiędzy jednostkami naukowymi a przedsiębiorstwami. Ma zajmować docelowo ponad 130 ha terenu rozciągającego się na granicy Brzezin Śląskich i Bytomia (po Kombinacie Górniczo-Hutniczym „Orzeł Biały"). Program ten jest ukierunkowany także na ochronę środowiska przyrodniczego miasta poprzez rewitalizację na tym obszarze terenów zdegradowanych i przywrócenie im funkcji użytkowych.

## Sport

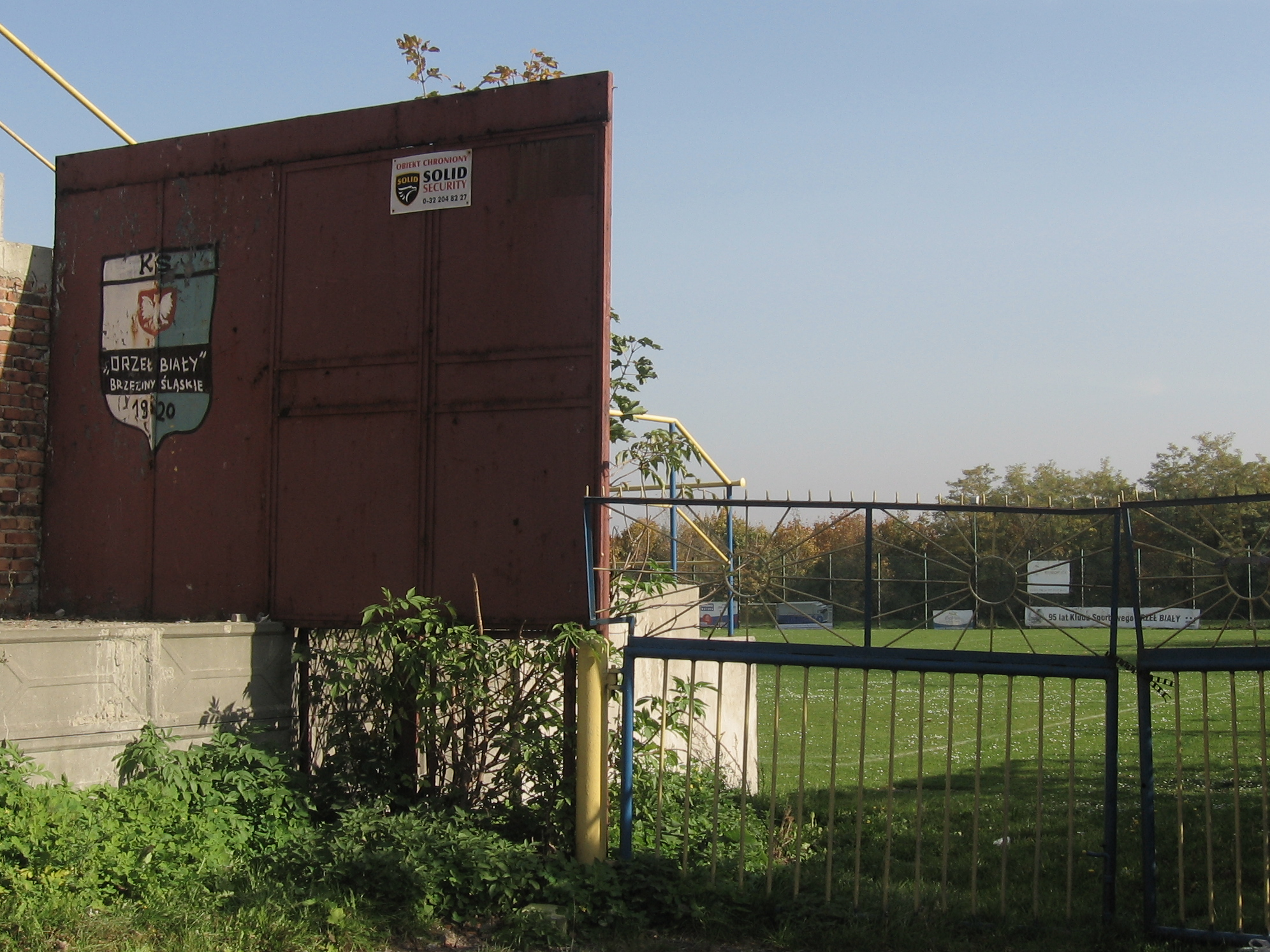
Brama boiska do piłki nożnej klubu Orzeł Biały w 2017 roku

„Orzeł Biały” Brzeziny Śląskie – obecnie posiada tylko sekcję klubu piłkarskiego, grającego w klasie A w grupie Bytom. Powstał w 1920 roku jako Klub Sportowy „Orzeł”, od 1968 po fuzji z „Fortuną” Bytom funkcjonuje jako „Orzeł Biały”. Do sukcesów należy awans w 1975 roku do grona 1/16 finału Pucharu Polski i mecz z późniejszym zwycięzcą tej edycji Pucharu Polski – Śląskiem Wrocław. W drużynie grał m.in. Madrin Piegzik. Stadion klubu znajduje się przy ul. Zofii Nałkowskiej 20 (w Brzezinach). W nocy z 3 na 4 czerwca 2021 roku, nastąpił akt dewastacji budynku klubowego, budynek został spalony i okradziony, ze względu na to w sezonie 2022/2023 klub nie przystąpił do rozgrywek. Remont budynku zakończono 5 lipca 2023. Prezesem klubu (od 2024), jest Marcin Dziembała, były prezes klubu Tadeusz Wieczorek (prezes od 2002, z klubem związany od 1969) otrzymał tytuł honorowego prezesa. Trenerem seniorów jest Jakub Zarzycki. Barwy klubu: biało-zielone. W sezonie 23/24 Orzeł Biały uruchomił szkółkę piłkarską "Orzełek" w której kształci swoich juniorów.

## Religia
Według spisu powszechnego 2021, dominującą religią w Brzezinach Śląskich był Katolicyzm (90%), następny był Buddyzm (7%), a brak wyznania zadeklarowało 2% mieszkańców.